# Mirosławiec
Mirosławiec (historicky Frydląd Marchijski, německy Märkisch Friedland) je město v severozápadním Polsku v Západopomořanském vojvodství v okrese Wałcz, ležící asi 100 km vzdušnou čarou východně od města Štětín. V roce 2024 zde žilo 3 010 obyvatel.

## Historie
Město bylo založeno na počátku 14. století pod jménem Nova Vredeland, a později známé pod jménem Friedland. V roce 1945 město osvobodila polská armáda a to se stalo součástí Polska. V té době také získalo svůj nynější název.
Přibližně 5 kilometrů od města se nachází 12. letecká základna 1. letky taktického letectva ozbrojených sil Polska. Nedaleko této základny došlo 28. ledna 2008 k tragické havárii vojenského letounu CASA C-295 ve kterém zahynulo 20 vojáků.